# Roberto Fico
Roberto Fico (Nápoly, 1974. október 10. –) olasz politikus, az 5 Csillag Mozgalom képviselője.